# Aonidomytilus solidaginis
Aonidomytilus solidaginis är en insektsart som först beskrevs av Hoke 1927.  Aonidomytilus solidaginis ingår i släktet Aonidomytilus och familjen pansarsköldlöss. Inga underarter finns listade i Catalogue of Life.